# Bruvik (Schiff)
Das Schiff Bruvik ist ein norwegisches Passagierschiff, das als so genannter „Fjordbus“ im Liniendienst eingesetzt wurde. Es ist eines der letzten Schiffe dieses Typs, das sich noch nahezu im Originalzustand befindet.

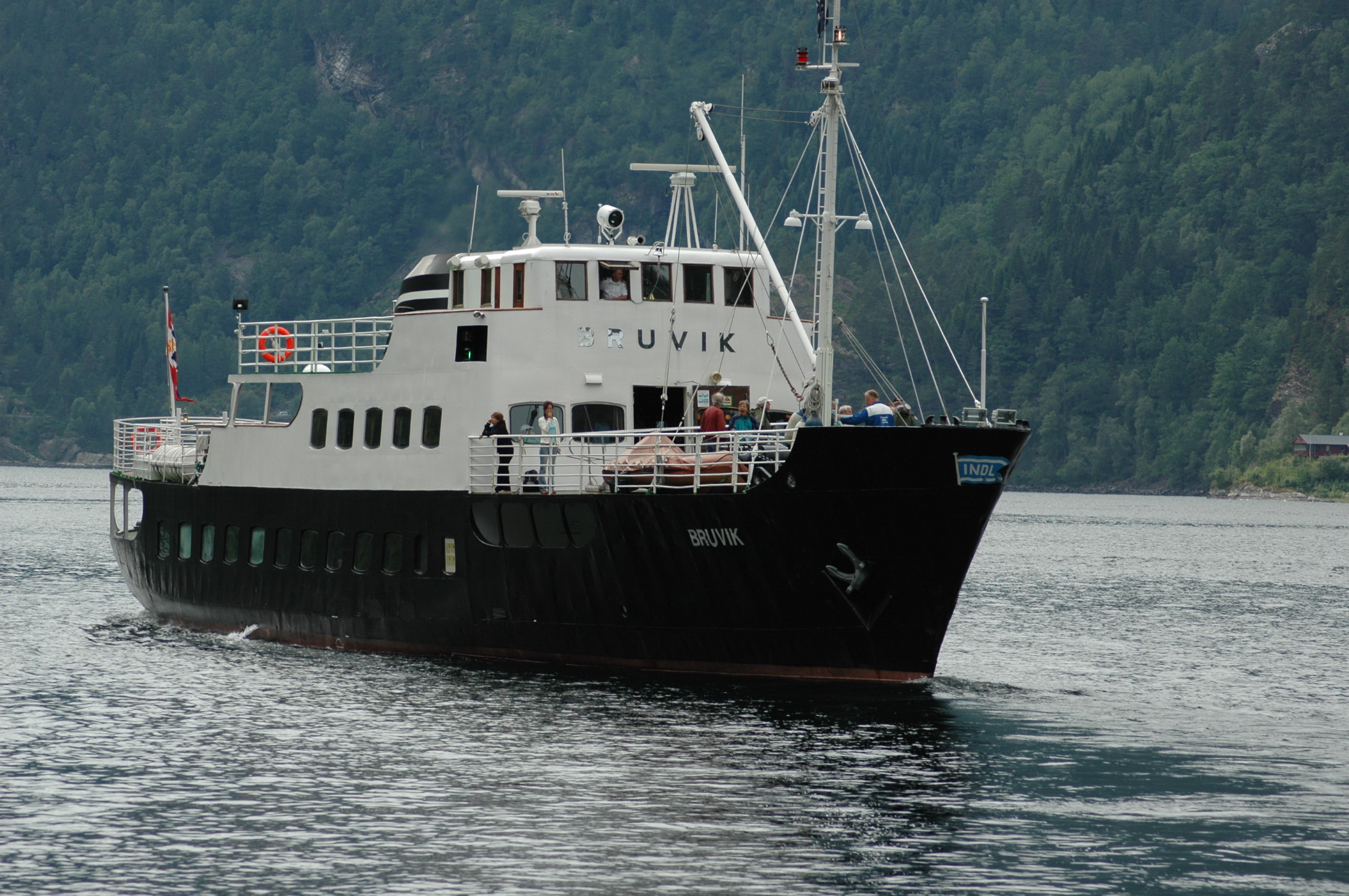
Die Bruvik in Fahrt

Das Schiff wurde im Jahr 1949 auf der Werft „Glommens mek. Verksted“ in Fredrikstad für die Reederei „Nordhordlands Dampbåtlag“ gebaut. Es war speziell für den Einsatz auf den norwegischen Fjorden konzipiert und verfügte neben günstigen Manövriereigenschaften über eine hohe Eisklasse, die es dem Schiff ermöglichte, bis zu einer geschlossenen Eisdecke von 60 cm Stärke eingesetzt zu werden. Dies war wichtig, um auch in den Wintermonaten die Linienverbindung zwischen den Gemeinden entlang der Fjorde der Fylke Hordaland aufrechtzuerhalten. Bis Ende der 1970er Jahre wurde es im Liniendienst eingesetzt. Danach erfolgte ein Verkauf nach Finnland, wo es über zehn Jahre als Ausflugsschiff eingesetzt wurde. Im Jahr 1994 wurde es durch die „Indre Nordhordland Dampbåtlag a/s“ zurückgekauft und wird nach einer umfassenden Sanierung im Winter 1994/95 seitdem als Ausflugsschiff genutzt. Sein Heimathafen ist Bergen in Norwegen.
Namensgeber des Schiffs ist die kleine Gemeinde Bruvik im Verwaltungsbezirk (Fylke) Hordaland.
Fjordbusse waren bis in die 1970er Jahre ein wichtiger Bestandteil des Öffentlichen Personennahverkehrs in Teilen Norwegens. Zu einer Zeit, als das Straßennetz in den ländlichen und zerklüfteten Regionen West-Norwegens noch sehr lückenhaft war, dienten die Fjorde als natürliche Verkehrswege zwischen den Gemeinden. Nach einem regelmäßigen Fahrplan verkehrten auf mehreren Linien diese Fjordbusse, bis sie nach und nach vom zunehmenden Individualverkehr verdrängt wurden. Durch den flächendeckenden Bau von Landstraßen und Brücken war bis Ende der 1970er Jahre fast jede Siedlung Norwegens an das Straßennetz angeschlossen, wodurch die Fjordbuslinien überflüssig wurden.

## Technische Daten
Das Schiff ist bei einer Länge von 45,10 m und einer Breite von 7,60 m mit 291 BRT vermessen. Bei einer Maschinenleistung von ca. 810 PS erreicht es eine Höchstgeschwindigkeit von 16 Knoten. Es ist für 280 Passagiere zugelassen. 